# Fünfkampf-Länderkampf der Frauen 1976 Sowjetunion – BR Deutschland
| 2. Leichtathletik-Länderkampf mit bundesdeutscher Beteiligung 1976 | 2. Leichtathletik-Länderkampf mit bundesdeutscher Beteiligung 1976 |
| ------------------------------------------------------------------ | ------------------------------------------------------------------ |
|                                                                    |                                                                    |
| Fünfkampf-Vergleich der Frauen: Sowjetunion – BR Deutschland       |                                                                    |
| Austragungsort                                                     | Sotschi                                                            |
| Wettbewerbe                                                        | 1                                                                  |
| Datum                                                              | 15./16. Mai                                                        |
| 1. URS 2. FRG                                                      | 22.469 Punkte 20.722 Punkte                                        |
| Chronik                                                            |                                                                    |
| ← URS-FRG 10kampf (Männer)                                         | FRG-SWE-HUN Geher (M) →                                            |

Im zweiten Vergleich des Länderkampfjahres 1976 traten die bundesdeutschen Fünfkämpferinnen wie ihre männlichen Mehrkampfkollegen am 15./16. Mai in Sotschi gegen die Sowjetunion an. Sieben Begegnungen zwischen diesen Teams hatte es zuvor gegeben, vier hatte die Sowjetunion gewonnen, drei die Bundesrepublik Deutschland. Wegen der Mehrkampf-Olympia-Ausscheidung im österreichischen Götzis am selben Termin war das bundesdeutsche Team durch eine Zweitbesetzung vertreten.

## Modus
Ursprünglich vereinbart waren je Team vier Frauen und zwei Juniorinnen des Jahrgangs 1958 und jünger, von denen drei Frauen und eine Juniorin gewertet werden sollten. Die UdSSR stellte drei Juniorinnen der Jahrgänge 1956 und 1957. Endgültig gewertet wurden durch Addition ihrer Punktzahlen drei Frauen und zwei Juniorinnen.

## Ergebnis
Wie auch im Wettkampf der Zehnkämpfer war die Sowjetunion in diesem Aufeinandertreffen gegen ein bundesdeutsches Team mit Athletinnen aus der zweiten Reihe hoch dominant. Die drei ersten Plätze gingen an die sowjetischen Vertreterinnen und auch die beste der gewerteten Juniorinnen lag vor der stärksten bundesdeutschen Juniorin. In der Endabrechnung mussten die bundesdeutschen Athletinnen mit 20.722 zu 22.469 Punkten eine Niederlage hinnehmen, sodass sich die Bilanz auf drei zu fünf verschlechterte.

## Legende
Kurze Übersicht zur Bedeutung der Symbolik – so üblicherweise auch in sonstigen Veröffentlichungen verwendet:
| DNF | nicht im Ziel (did not finish) |
| DNS | nicht am Start (did not start) |

## Resultat
| Platz | Name                              | Nation | Punkte | 100 m Hürden | Kugel- stoßen | Hoch- sprung | Weit- sprung | 200 m  |
| ----- | --------------------------------- | ------ | ------ | ------------ | ------------- | ------------ | ------------ | ------ |
| 01    | Ljudmila Nikolajewna Popowskaja   | URS    | 4783   | 13,2 s       | 15,38 m       | 1,74 m       | 6,40 m       | 24,1 s |
| 02    | Nadija Tkatschenko                | URS    | 4672   | 13,3 s       | 14,91 m       | 1,74 m       | 6,28 m       | 24,6 s |
| 03    | Soja Spassowchodskaja             | URS    | 4505   | 13,4 s       | 14,82 m       | 1,71 m       | 5,62 m       | 24,3 s |
| 04    | Christa Köhler                    | FRG    | 4434   | 13,8 s       | 11,80 m       | 1,77 m       | 6,21 m       | 24,6 s |
| 05    | Jekaterina Smirnowa (Jun./Jg. 56) | URS    | 4406   | 13,5 s       | 13,78 m       | 1,71 m       | 6,11 m       | 25,7 s |
| 06    | Iraida Stepanowa                  | URS    | 4361   | 13,9 s       | 13,44 m       | 1,71 m       | 5,94 m       | 25,1 s |
| 07    | Heike Schmidt                     | FRG    | 4277   | 14,3 s       | 10,44 m       | 1,77 m       | 6,01 m       | 24,2 s |
| 08    | Iris Künstner (Jun./ Jg. 60)      | FRG    | 4137   | 14,3 s       | 11,72 m       | 1,74 m       | 5,50 m       | 25,1 s |
| 09    | Ursula Buschhaus                  | FRG    | 4112   | 14,0 s       | 13,15 m       | 1,60 m       | 5,72 m       | 25,8 s |
| 10    | Irina Iwadko (Jun./Jg. 56)        | URS    | 4103   | 13,8 s       | 12,16 m       | 1,65 m       | 5,79 m       | 26,3 s |
| 11    | Ljudmila Golowkina (Jun./Jg. 57)  | URS    | 3960   | 13,7 s       | 10,89 m       | 1,55 m       | 5,70 m       | 25,7 s |
| 12    | Gesa Golgert (Jun./ Jg. 59)       | FRG    | 3762   | 14,5 s       | 10,93 m       | 1,60 m       | 5,57 m       | 27,3 s |
| DNF   | Karen Mack                        | FRG    |        | 14,3 s       | 13,00 m       | 1,68 m       | DNS          |        |